# International Prize for Translational Neuroscience

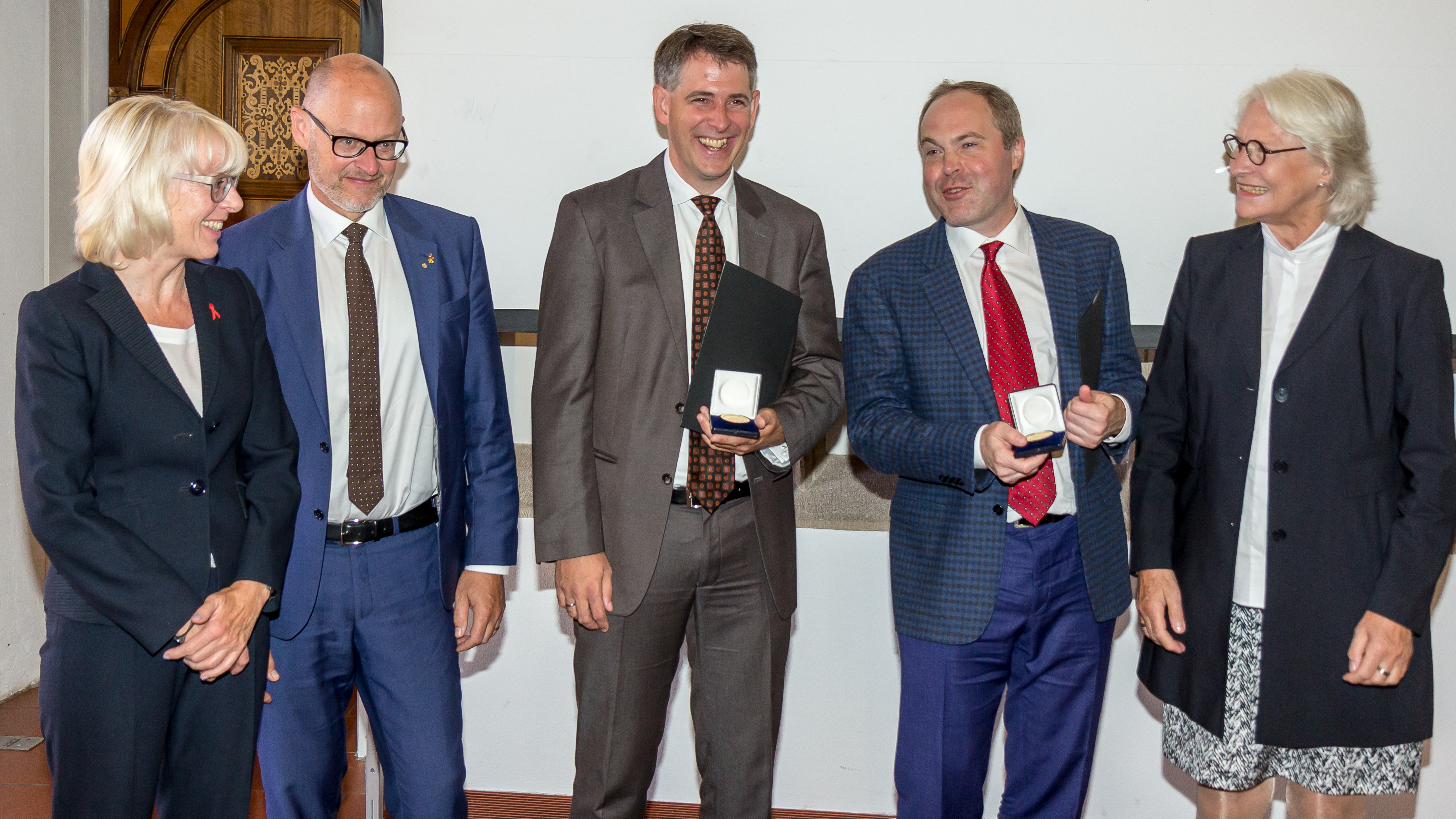
Verleihung des Zülch-Preises 2016 im Historischen Rathaus von Köln an Stefan Pfister (3.v.l) und Michael D. Taylor (2.v.l)

Der International Prize for Translational Neuroscience (Internationaler Preis für translationale Neurowissenschaften der Gertrud-Reemtsma-Stiftung, früher Klaus-Joachim-Zülch-Preis) ist ein deutscher Wissenschaftspreis, der seit 1990 jährlich für herausragende Leistungen in der neurologischen Grundlagenforschung vergeben wird.
Der Preis war nach dem deutschen Neurowissenschaftler und ehemaligen Leiter des Max-Planck-Instituts für Hirnforschung, Klaus-Joachim Zülch (1910–1988), benannt. Unter Berücksichtigung von Zülchs früher Begeisterung für den Nationalsozialismus, die erst mehr als 30 Jahre nach seinem Tod wissenschaftsgeschichtlich aufgearbeitet wurde, erhielt der Preis 2020 seinen jetzigen Namen.
Der Preis ist mit 60.000 Euro dotiert (Stand 2024), die von der Gertrud-Reemtsma-Stiftung aufgebracht werden. Die Vergabe erfolgt durch die Max-Planck-Gesellschaft.
Während in den meisten Jahren zwei Wissenschaftler ausgezeichnet werden, wurden 2012 vier Wissenschaftler geehrt, 2018 und 2020 drei sowie 2015 nur einer.

## Preisträger
- 2025 Krebs-Neurowissenschaften[3]
  - Michelle Monje, Stanford University und Howard Hughes Medical Institute
  - Harald Sontheimer, University of Virginia School of Medicine
- 2024 Ausgezeichnete Entschlüsselung des Denkens
  - Richard A. Andersen, California Institute of Technology
  - Karl J. Friston, Wellcome Trust Centre for Neuroimaging

- 2023 Entwicklung einer Behandlung erblicher Erblindung
  - Botond Roska, Institut für molekulare und klinische Ophthalmologie, Basel
  - José-Alain Sahel,  University of Pittsburgh, USA
- 2022 Erkenntnisse zur Entstehung des Rett-Syndroms
  - Huda Zoghbi, Baylor College of Medicine
  - Adrian Bird, Universität von Edinburgh
- 2021 Molekulare Klassifikation von Hirntumoren[4]
  - Hai Yan, Duke University School of Medicine
  - Andreas von Deimling, Ruprecht-Karls-Universität Heidelberg
- 2020 Forschungen zur Entfernung von Abfallstoffen aus dem Gehirn wie den amyloiden Plaques[5]
  - Maiken Nedergaard Universitätsklinik Schule für Medizin und Zahnmedizin der University of Rochester
  - Mathias Jucker Hertie Institut für klinische Hirnforschung Universitätsklinikum Tübingen, Deutsches Zentrum für Neurodegenerative Erkrankungen in Tübingen
  - Roy Weller Universitätsklinik der University of Southampton
- 2019: Entwicklung und Erprobung eines Medikaments bei Spinaler Muskelatrophie[6]
  - Adrian Krainer, Cold Spring Harbor Laboratory
  - Richard Finkel, Nemours Children’s Hospital, Orlando
- 2018: Das Immunsystem bei neurologischen Erkrankungen
  - Jerome Posner, Cornell University
  - Josep Dalmau, University of Pennsylvania, Universität Barcelona
  - Angela Vincent, Universität Oxford
- 2017: Schlaf, Koma und Bewusstsein
  - Steven Laureys, Universität Lüttich
  - Giulio Tononi, University of Wisconsin–Madison
- 2016: Krebsformen im Kleinhirn
  - Stefan Pfister, Deutsches Krebsforschungszentrum, Universitätsklinikum Heidelberg
  - Michael D. Taylor, Hospital for Sick Children in Toronto
- 2015: Bildgebung des Gehirns
  - Winfried Denk, Max-Planck-Institut für Neurobiologie
- 2014: Erforschung von Stoffwechselerkrankungen
  - Jeffrey M. Friedman, Rockefeller University
  - Stephen O’Rahilly, Universität Cambridge
- 2013: Aufbau und Funktion des Belohnungssystems im Gehirn
  - Wolfram Schultz, Universität Cambridge
  - Raymond J. Dolan, University College London
- 2012: Optogenetik
  - Ernst Bamberg, Max-Planck-Institut für Biophysik in Frankfurt
  - Karl Deisseroth, Universität Stanford, USA
  - Peter Hegemann, Humboldt-Universität Berlin
  - Georg Nagel, Universität Würzburg
- 2011
  - Thomas Gasser, Universität Tübingen: Genetische Faktoren bei Morbus Parkinson
  - Robert L. Nussbaum, Universität San Francisco, Kalifornien, USA: Identifizierung der Rolle von alpha-Synuclein bei Parkinson und Untersuchung des Lowe-Syndroms
- 2010
  - Alastair Compston, Universität Cambridge, Vereinigtes Königreich: Grundlagen zur Behandlung von Multipler Sklerose
  - Hans Lassmann, Universität Wien, Österreich: Mechanismen der Neurodegeneration in Multipler Sklerose
- 2009
  - Daniel R. Weinberger, National Institute of Mental Health, Bethesda, Maryland, USA: Neurobiologie und Genetik der Schizophrenie
  - Florian Holsboer, Max-Planck-Institut für Psychiatrie, München: Biologische Ursachen und Therapie der Depression
- 2008
  - Darell D. Bigner, Duke University, Durham, North Carolina, USA: Molekulare Biologie und Therapie maligner Hirntumoren
  - David Neil Louis, Harvard Medical School, Boston, Massachusetts, USA: Molekulargenetische Analyse menschlicher Hirntumoren
- 2007
  - Graeme M. Clark, University of Melbourne, Australien: Entwicklung von Multikanal-Cochlear-Implants
  - John P. Donoghue, Brown University, Providence, Rhode Island, USA: Entwicklung von implantierbaren neuromotorischen Prothesen
- 2006
  - David Julius, University of California, San Francisco, Kalifornien, USA: Molekulare Mechanismen der Schmerz- und Temperaturempfindung
  - Peter Jannetta, University of Pittsburgh, Pennsylvania, USA: Dekompressionstherapie der Trigeminusneuralgie
- 2005
  - Samuel F. Berkovic, University of Melbourne, Australien: Molekulare Genetik der Epilepsie
  - Christian E. Elger, Universität Bonn: Neurophysiologie und Therapie der experimentellen und klinischen Epilepsie
- 2004
  - Richard S. J. Frackowiak, University College London, Vereinigtes Königreich: Bildgebende Messverfahren zur Untersuchung der funktionellen Architektur des menschlichen Gehirns
  - Nikos K. Logothetis, Max-Planck-Institut für biologische Kybernetik, Tübingen: Mechanismen der funktionellen Magnet-Resonanz-Tomographie (fMRT)
- 2003
  - Katsuhiko Mikoshiba, Universität Tokio, Japan: IP3-Rezeptor/Kalzium-Signalling in der Entwicklung und Funktion des Nervensystems
  - Fred H. Gage, Salk Institute, La Jolla, Kalifornien, USA: Neuronale Stammzellen und Neurogenese des adulten Gehirns
- 2002
  - Michael M. Merzenich, University of California, San Francisco, Kalifornien, USA: Hirnplastizität und Rehabilitation des zentralen Nervensystems
  - Martin E. Schwab, Universität Zürich, Schweiz: Regeneration des Nervensystems nach traumatischer Schädigung
- 2001
  - Gillian Patricia Bates, King’s College London, Vereinigtes Königreich: Molekulare Pathogenese der Huntingtonschen Krankheit
  - Jean-Louis Mandel, Université Louis Pasteur, Straßburg, Frankreich: Triplet-Repeats und Verlust von Genfunktionen bei neurodegenerativen Erkrankungen
- 2000
  - Alim Louis Benabid, Universität Grenoble, Frankreich: Intrazerebrale Stimulation zur Behandlung des Morbus Parkinson
  - George Alvin Ojemann, University of Washington, Seattle, Washington, USA: Kortikale Organisation von Sprache, Gedächtnis und Lernen beim Menschen
- 1999
  - Thomas J. Jentsch, Universität Hamburg: Ionenkanal-Krankheiten bei erblichen Formen der Myotonie und der Epilepsie
  - Hartmut Wekerle, Max-Planck-Institut für Neurobiologie, Martinsried: Experimentelle Autoimmunkrankheiten des Nervensystems und Multiple Sklerose
- 1998
  - Konrad Sandhoff, Universität Bonn: Störungen des Sphingolipid-Stoffwechsels bei neurodegenerativen Erbkrankheiten
  - Wilhelm Stoffel, Universität Köln: Molekulare Pathogenese neurologischer Krankheiten mit Markscheidenstörungen
- 1997
  - Stanley B. Prusiner, University of San Francisco, Kalifornien, USA: Prion-Hypothese der übertragbaren spongioformen Enzephalopathie
  - Charles Weissmann, Universität Zürich, Schweiz: Molekularbiologie der Prion-Erkrankungen
- 1996
  - Konstantin-Alexander Hossmann, Max-Planck-Institut für neurologische Forschung, Köln: Systemische Pathophysiologie der Hirnischämie
  - Michael A. Moskowitz, Harvard Medical School, Boston, Massachusetts, USA: Molekulare Pathogenese der Hirnischämie
- 1995
  - Konrad Beyreuther, Universität Heidelberg: Pathogenese der Alzheimerschen Krankheit
  - Colin L. Masters, University of Melbourne, Australien: Molekulare Pathologie der Alzheimerschen Krankheit
- 1994
  - Wolf-Dieter Heiss, Max-Planck-Institut für neurologische Forschung, Köln: Positronen-Emissions-Tomographie neurologischer Erkrankungen
  - Wolf Singer, Max-Planck-Institut für Hirnforschung, Frankfurt: Organisation und Interaktion kortikaler Hirnfunktionen
- 1993
  - David Ingvar, Universität Lund, Schweden: Messung der regionalen Hirndurchblutung zur Lokalisierung menschlicher Gehirnfunktionen
  - Lindsay Symon, Institute of Neurology, London, Vereinigtes Königreich: Experimentelle und klinische Pathophysiologie der zerebralen Ischämie
- 1992
  - Otto Creutzfeldt, Max-Planck-Institut für biophysikalische Chemie, Göttingen: Neurophysiologie kognitiver Funktionen des Gehirns
  - Bo K. Siesjö, Universität Lund, Schweden: Molekulare Mechanismen der hypoglykämischen und ischämischen Hirnschädigung
- 1991
  - Paul Kleihues, Universität Zürich, Schweiz: Molekulare Neuroonkologie
  - Georg Kreutzberg, Max-Planck-Institut für Psychiatrie, München: Interaktion von Glia- und Nervenzellen
- 1990
  - Lars Olson, Karolinska-Institut, Solna, Schweden: Transplantation von Nervengewebe zur Behandlung des Morbus Parkinson
  - Anders Björklund, Universität Lund, Schweden: Experimentelle Untersuchungen zur Behandlung neurologischer Erkrankungen durch Transplantation von Nervengewebe